# Bataille de Gravelines (1588)
Cet article concerne la bataille navale s’étant déroulé à Gravelines en 1588. Pour l’affrontement franco-espagnol mené 30 ans plus tôt, voir bataille de Gravelines (1558).
Guerre anglo-espagnole (1585-1604)
Batailles
- San Juan de Ulúa
- Saint-Domingue
- Carthagène des Indes (en)
- Saint-Augustine
- Puerto Caballos (1er) (en)
- San Mateo (en)
- Guadeloupe (en)
- San Juan (1re) (en)
- Pinos (en)
- San Juan (2e) (en)
- Portobello (en)
- Puerto Caballos (2e) (en)

Açores et îles Canaries :
- Bataille des Açores
- Île Terceira
- Flores
- Las Palmas (en)
- Ferrol - Açores (en)

Eaux européennes :
- Cadix (1er)
- Calais - Gravelines
- La Corogne - Lisbonne
- Détroit de Gibraltar (1er) (en)
- Détroit de Gibraltar (2e) (en)
- Berlengas (en)
- Golfe d'Almería (en)
- Golfe de Gascogne (en)
- Cornouailles
- Cadix (2e)
- Sesimbra (en)
- Dover Strait (en)
- Golfe de Cadix (en)

Allemagne et Pays-Bas :
- Mons
- Goes
- Haarlem
- Schoonhoven (en)
- Gembloux
- Rijmenam
- Noordhorn
- Eindhoven (en)
- Arnhem (en)
- Zutphen
- L'Écluse (en)
- Berg-op-Zoom
- Rheinberg (en)
- Breda
- Deventer
- Groenlo (1er)
- Lippe (en)
- Turnhout
- Bredevoort (en)
- Groenlo (2e)
- Nieuport
- Ostende

France :
- Arques
- Paris
- Rouen
- Craon
- Blaye
- Fort Crozon
- Le Catelet
- Doullens
- Calais (2e) (en)
- Amiens

Irlande :
- Carrigafoyle
- Smerwick (en)
- Côte ouest irlandaise
- Kinsale
- Castlehaven (en)

- Chronologie de la guerre de Quatre-Vingts Ans
- Valenciennes
- Austruweel
- Rheindalen
- Heiligerlee
- Jemmingen
- Jodoigne
- Brielle
- 1er Flessingue
- Malines
- Goes
- Mons
- Haarlem
- 2e Flessingue
- Borsele
- Zuiderzee
- Alkmaar
- Leyde
- Reimerswaal
- Mook
- Lillo
- Zierikzee
- 1er Anvers
- 1er Bréda
- Gembloux
- Rijmenam
- 1er Deventer
- Maastricht
- 2e Bréda
- Açores
- 2e Anvers
- 3e Anvers
- Boksum
- Zutphen
- 1er Berg-op-Zoom
- Gravelines
- 3e Bréda
- 2e Deventer
- Groningue
- Huy
- 1er Groenlo1
- 2e Groenlo
- Turnhout
- Nieuport
- Ostende
- L'Écluse
- 3e Groenlo
- Saint-Vincent
- Gibraltar
- Saint-Vincent (1621)
- 2e Berg-op-Zoom
- 4e Bréda
- 4e Groenlo
- Matanzas
- Bois-le-Duc
- Abrolhos
- Slaak
- Maastricht
- 5e Bréda
- Cabañas
- Calloo
- Les Downs
- Saint-Vincent (1641)
- Hulst
- Cavite

La bataille de Gravelines du 8 août 1588 oppose une flotte anglaise à l'Invincible Armada espagnole au cours de la guerre anglo-espagnole (1585-1604). 
Le nom de la bataille est celui d'une localité située à quelques kilomètres à l'est de Calais, ville devant laquelle la flotte espagnole a jeté l'ancre le 7 août 1588 afin d'embarquer des troupes de l'armée des Pays-Bas espagnols.
Elle se conclut par la victoire de l'Angleterre, même si aucun navire espagnol n'a été coulé, l'Invincible Armada se trouvant à la fin de la journée dans l'impossibilité de mener à bien son projet d'invasion de l'Angleterre.

## Contexte

### Contexte général
La guerre anglo-espagnole qui a commencé en 1585 est liée au conflit qui depuis 1568 oppose aux Pays-Bas les insurgés néerlandais dirigés par Guillaume d'Orange, soutenu de façon plus ou moins marquée par l'Angleterre d'Élisabeth, et les gouverneurs généraux successifs représentant Philippe II, roi d'Espagne et souverain des Pays-Bas. 
En 1581, les insurgés ont proclamé la déchéance de Philippe II aux Pays-Bas, marquant la naissance des Provinces-Unies. Le gouverneur général Alexandre Farnèse, bien implanté dans le sud des Pays-Bas, réussit en 1585 à reprendre Anvers.
C'est pendant le siège d'Anvers que l'Angleterre conclut avec les Provinces-Unies le traité de Sans-Pareil (10 août 1585), entrant directement en guerre contre l'Espagne. 

### L'Invincible Armada
En 1588, Philippe II décide une grande expédition navale contre l'Angleterre, incluant un débarquement. Il réunit à Lisbonne une flotte immense, l'Invincible Armada. Le commandement en est attribué à Álvaro de Bazán, marquis de Santa Cruz, vainqueur de la flotte française lors de la bataille des Açores, mais il meurt le 9 février 1588. Philippe désigne alors Alonso Pérez de Guzmán, duc de Medina Sidonia, qui n'est pas un marin, alors qu'il va devoir affronter les meilleurs navigateurs anglais : Charles Howard, comte de Nottingham, John Hawkins, Francis Drake et Martin Frobisher.
En mai 1588, les 127 navires de la flotte quittent Lisbonne en direction de la mer du Nord avec 30 000 hommes, dont 18 000 soldats. L'Armada doit d'abord se rendre aux Pays-Bas pour embarquer un gros contingent de soldats d'élite du tercio de l'armée d'Alexandre Farnèse, puis se diriger vers l'Angleterre.

## Prélude: l'étape de Calais
Quelques escarmouches ont lieu dans la Manche avec la flotte anglaise, mais elles ne sont pas décisives et démontrent la supériorité des navires espagnols. Le refus d'engager le combat par les Anglais témoigne surtout de la peur qu’engendrent les navires de guerre de la première puissance mondiale de l'époque.[réf. nécessaire]
Durant le trajet dans la Manche, Alonso Pérez de Guzmán envoie cinq messagers pour prévenir Alexandre Farnèse de l'imminence de son arrivée, afin qu'il se prépare à embarquer les 30 000 soldats prévus, sans recevoir de réponse. 
L'Invincible Armada arrive le 7 août devant Calais et jette l'ancre afin d'attendre le contingent de Farnèse ; Calais ne dispose pas de défense côtière naturelle, les navires espagnols sont dans une situation assez précaire ; ils sont attachés les uns aux autres afin d'éviter une dispersion inopinée. 
Mais les troupes de Farnèse ne se présentent pas. Il est aujourd'hui prouvé que les messages sont bien arrivés à leur destinataire, mais que celui-ci a décidé de ne rien faire, sans doute parce qu'il ne croit pas à l'invasion de l'Angleterre et aussi qu'il n'a pas confiance en Alonso Pérez.

## La bataille
Dans la nuit du 7 au 8 août, les Anglais lancent l'offensive : ils sacrifient huit de leurs meilleurs navires qu'ils transforment en brûlots afin de les projeter sur les navires espagnols. Il s'ensuit une certaine confusion, chaque vaisseau espagnol essayant de rompre ses attaches pour éviter d'être incendié. 
Lorsque le jour se lève, la flotte espagnole est éparpillée mais Alonso Pérez de Guzmán réussit à la rassembler au large de Gravelines, 10 km à l'est de Calais. 
Pendant toute la journée, les Espagnols tentent de contraindre les Anglais à la bataille, mais à chaque fois que les navires espagnols tentent des manœuvres d'abordage, les Anglais les esquivent. Cet épisode ne provoque aucune perte du côté espagnol, alors que huit navires ont été perdus du côté anglais, mais, à la fin de la journée, la flotte espagnole est entraînée vers la mer du Nord en raison des vents et des courants du pas de Calais. Le commandement décide d'ajourner l'opération de débarquement.

## Suites
Le lendemain, le vent soufflant au nord[pas clair], Alonso Pérez de Guzmán décide de rentrer en Espagne en passant au nord de l'Écosse. Sa flotte invaincue reste redoutable. 
Mais la malchance s'acharne sur elle puisqu'une queue de cyclone la frappe pendant les deux mois de sa navigation de retour. Affrontant tempête sur tempête, sans carte précise des côtes britanniques tapissées de rochers, la flotte espagnole affronte des conditions de navigation exceptionnellement mauvaises. 
Malgré cela, une vingtaine de navires seulement font naufrage, surtout les galéasses méditerranéennes inadaptées à la navigation par gros temps, et cent navires sur les 127 du départ atteignent le port de Santander. Aucun des neufs navires de guerre espagnols n'a été coulé.

## Postérité
Au total, la bataille de Gravelines est un épisode peu probant militairement, mais l'ajournement de l'invasion, qui n'aura par la suite jamais lieu, est un échec stratégique pour l'Espagne.
Par la suite, la bataille de Gravelines est devenue un sujet pour la propagande anglaise qui en a indûment fait une grande victoire. 